# Бонсдорф, Карл Габриель
Карл Габриель фон Бонсдорф (фин. Carl Gabriel von Bonsdorff ; 9 октября 1862 года, Кангасала — 19 декабря 1951 года, Хельсинки) — финский историк; профессор Хельсинкского университета. Отец Бертеля фон Бонсдорфа и двоюродный брат Ялмара фон Бонсдорфа.
Родители — Карл Эдвард фон Бонсдорф (фин. Carl Edvard von Bonsdorff) и Хильда Фредрика Даль (фин. Hilda Fredrika Dahl).

## Труды
- «От donationerna och f örläningarna samt frälseköpen i Einland under drottning Kristinas re gering» (Гельсингфорс, 1886);
- «Nyen och Nyenskans» (ib., 1891);
- «Privil é gier och resolutioner for Abo stad» (т. I, охватывающий года 1525—1719; ib., 1889);
- «Abo stads historia under 17 de seklet» (ib., 1899—1901);
- «Str ödda uppsatser» (ib., 1898—1901).
- «Ålands ställning under finlands förening med Sverige» (1920)